# Lewinko (jezioro)
Lewinko (kaszub. Jezoro Léwënkò) – stanowią wody stojące, (położone na wschód od Strzepcza w województwie pomorskim, w powiecie wejherowskim, w gminie Linia, na północy Pojezierza Kaszubskiego. Ogólna powierzchnia jeziora wynosi 51,5 ha.